# Gira oštrulja
Gira oštrulja (lat. Spicara flexuosa) moguće validna vrsta ribe porodice sparida ili Sparidae, koja se još vodi kao sinonim za vrstu S. maena. Kod nas ima i druge nazive kao što su čipavica, matica, gavorica, samar, lužina, širolica... Vrlo je slična giri oblici, ali naraste za oko 2 cm veća od oblice. Također je i nešto šira i teža. Živi više na pjeskovitim i muljevitim terenima na dubinama do 300 m, a zimi ide i u plića područja gdje je love radi prehrane.

## Rasprostranjenost
Gira oštrulja je kao i oblica stanovnik istočnog dijela Atlantika, od Portugala do Maroka, te oko otoka Madeire i Kanara. Živi i po cijelom Mediteranu kao i u Crnom moru.

## Stara klasifikacija
Do 2014. ribe ovoga roda vodile su se pod vlastitom porodicom Centracanthidae.

## Vanjske poveznice
|  | Zajednički poslužitelj ima još gradiva o temi Spicara flexuosa |
|  | Wikivrste imaju podatke o taksonu Spicara flexuosa             |